# アリ (ハシュリ地区)
アリ（グルジア語: ალი、グルジア語ラテン翻字: Ali）は、ジョージアのシダ・カルトリ州ハシュリ地区にある村落。アリ・テミの中心地。シダ・カルトリ平野西部、チェラツヘヴィ川（スラムラ川の左支流）の川沿いに位置する。海抜は760メートル。ハシュリの北北東25キロメートルに位置する。
村内には図書館、映画館、泉、競技場、レスリング場などの施設がある。またアリ聖母聖堂、アリ・クヴィラツホヴェリ聖堂、アリ生神女聖堂、ウサネティ聖堂、ジャニアウレビ聖母聖堂が建てられている。

## 歴史
アリは歴史的に、ジョージア東部とジョージア西部の結節点であり、国の交易と経済生活において重要な役割を果たし、12世紀頃の都市発展化に貢献した。北方はアリ要塞、南方はナバフティヴィ要塞で守られていた。モンゴル統治下の時代、アリは衰退し、小さな町となった。その後18世紀、アリは盛り返し、上カルトリの主要都市の1つになった。アリは王都として、モウラヴィによって統治された。
今日まで考古学的な発掘は行われていない。偶然に発見された史料から、アリには古代から人が居住していたことが知られている。アリ要塞の南方では考古学的な発掘により、古代早期（紀元前6世紀–紀元前4世紀頃）の広大な集落が明らかとなった。歴史学者ヴァフシティ・バグラティオニはアリを「小さな町」と呼び、その場所と自然条件を次のように述べている。
ブリリの川とアリの川の合流点の西に位置する小さな町であり、町の西には岩の崖がある。春と秋は融雪でぬかるみ、冬は寒く、夏は暑いが、天気は良く、面白い...
ジョージアの歴史研究では、都市としてのアリは11世紀から12世紀頃に始まったことを示しており、地理的優位性により発展が促された。歴史的にジョージアの東部と西部を結ぶ要衝とであり、当時の交易や経済生活において重要な役割を果たしていた。特に、在住のアルメニア人とユダヤ人が積極的に関与したと考えられている。クツナ・アミレジビの証書によると、トビリシやクタイシとの交易が行われていた。
封建制の後期まで発展の時代を続けたアリは、ジョージアの各都市と交易を行っており、歴史学上で「アリの財宝」として知られる財宝がその証として残っている。今日まで、その財宝は計3件確認されているが、うち1件は失われてしまっている。残りの2件はシモン・ジャナシア記念ジョージア博物館とハシュリ地方伝承博物館に保管されている。1881年、ドロエバ紙は次のように言及している。
耕作地においては、クヴェヴリなどの骨董品がよく発見されている。以前には刑務所の近くにおいて、地主の一人が地面に穴を掘ったところ、銀貨の入った壺を発見した。だがママサフリシが注意を払わなかったため、この古い貨幣はユダヤ人を喜ばせる結果となった。
発明家ウラディメル・ベカウリはアリの村で長年にわたって住み働き、その資金で村の病院が建設された。

## 人口
国勢調査による人口は、次の通り。
| 年   | 人口  | 男性 | 女性 | 出典  |
| ---- | ----- | ---- | ---- | ----- |
| 2002 | 1,375 | 680  | 695  | [ 4 ] |
| 2014 | 1,068 | 549  | 519  | [ 1 ] |

## アリ・テミ
1. アリ
2. アハルバニ
3. ブリリ
4. ドゥマツホヴィ
5. ゼモ・アドズヴィシ
6. クルディスツカロ
7. ナバフテヴィ
8. ウツレヴィ
9. キンザティ
10. ムツヘティシジヴァリ

アリを中心として、アリ・テミ（グルジア語: ალის თემი、グルジア語ラテン翻字: Alis Temi）と呼ばれる共同体（テミ）を構成している。アリ・テミを構成する集落は、次の10村である。
1. アリ
2. アハルバニ
3. ブリリ
4. ドゥマツホヴィ
5. ゼモ・アドズヴィシ
6. クルディスツカロ
7. ナバフテヴィ
8. ウツレヴィ
9. キンザティ
10. ムツヘティシジヴァリ